# Nathan Gamble
Nathan Gamble (Tacoma, Washington; 12 de enero de 1998) es un actor estadounidense.

## Biografía
Gamble nació en Tacoma, Washington. Es hijo de directores de Teatro que también dirigen un campamento de teatro para niños. Tiene dos hermanas, una mayor y una menor.
Su primer trabajo ante las cámaras data del año 2006 cuando trabajó en el largometraje ganador del premio Oscar a la mejor película extranjera, "Babel", cuyos protagonistas fueron Brad Pitt, Cate Blanchett y Gael García Bernal.
Su carrera cinematográfica incluye títulos como el cortometraje Dry Rain (2007), Saving Sam (2007), Diggers (2007), The Mist (2007), The Dark Knight (2008), Marley & Me (2008), Dolphin Tale (2011) y Dolphin Tale 2 (2014).
Su primer papel principal lo tuvo en la película de 2011 Dolphin Tale, donde interpreta a Sawyer Nelson, un joven que descubre un delfín atrapado en una trampa para cangrejos en Florida (basado en la historia real de Winter el delfín), y en septiembre de 2014 se estrenó Dolphin Tale 2, en los cines de todo el mundo.
Gamble fue uno de los protagonistas de la serie Fugitivos; también interpretó el rol protagónista de Henry Pryor en la sitcom Hank y fue artista invitado en numerosas series como Runaway en 2006; y en 2007 en episodios de CSI: Crime Scene Investigation y Without a Trace; en el año 2008 apareció en 5 capítulos de CSI Miami y en 2 capítulos de House M.D.
En 2009, interpretó el papel de Henry Pryor, hijo del protagonista de Hank. En 2010, interpretó el papel de Daniel en un cortometraje titulado Displaced; la película fue un encargo de la ciudad de Seattle como parte de la serie Water Calling y se emitió en Seattle Channel.

## Filmografía
| Año       | Título                             | Rol                           | Notas                                                          |
| --------- | ---------------------------------- | ----------------------------- | -------------------------------------------------------------- |
| 2006      | Babel                              | Mike Jones                    |                                                                |
| 2007      | Deeply Irresponsible               |                               |                                                                |
| 2007      | Diggers                            | Boy                           | Cortometraje                                                   |
| 2007      | CSI: Crime Scene Investigation     | Kobe Farentino                | Serie de TV，temporada 8，Episodio 6："Who and What"           |
| 2007      | Without a Trace                    | Kobe Farentino                | Serie de TV，temporada 6，Episodio 6："Where and Why"          |
| 2007      | The Mist                           | Billy Drayton                 |                                                                |
| 2006-2008 | Runaway                            | Tommy / Tommy Rader / Holland | Serie de TV，temporada 18，Episodios 1 al 9                    |
| 2008      | Ghost Whisperer                    | Elliot Haley                  | Serie de TV，temporada 3，Episodio 16: "Deadbeat Dads"         |
| 2008      | Dry Rain                           | Joey                          | Cortometraje                                                   |
| 2008      | The Dark Knight                    | James Gordon, Jr              |                                                                |
| 2008      | House M.D.                         | Evan                          | Serie de TV，temporada 5，Episodio 8："Emancipation"           |
| 2008      | Marley & Me                        | Patrick (10 años)             |                                                                |
| 2009      | Captain Cook's Extraordinary Atlas | Poe Malloy                    | Película de televisión                                         |
| 2010      | The Hole                           | Lucas Thompson                |                                                                |
| 2010      | Private Practice                   | Cody                          | Serie de TV，temporada 3，Episodio 11："Another Second Chance" |
| 2009      | Hank                               | Henry Pryor                   | Serie de TV，temporada 1，Episodio 1-9                         |
| 2010      | Displaced                          | Daniel                        | Cortometraje                                                   |
| 2010      | Good Luck, Charlie!                | Austin                        | Serie de TV, temporada 1, Episodio 22: "Teddy Rebounds"        |
| 2011      | Fetch                              | Linney                        | Cortometraje                                                   |
| 2011      | 25 Hill                            | Trey Caldwell                 |                                                                |
| 2011      | Dolphin Tale                       | Sawyer Nelson                 | Papel principal                                                |
| 2011      | NCIS: Los Angeles                  | Shawn Cameron Calder          | Serie de TV，temporada 3，Episodio 2："Cyber Threat"           |
| 2012      | The Frontier                       | Samuel Hale                   | Película de televisión                                         |
| 2012      | All My Presidents                  | Franklin - 13 años            | Cortometraje                                                   |
| 2012      | Dear Dracula                       | Sam (voz)                     | Video                                                          |
| 2013      | Beyond the Heavens                 | Oliver Henry                  |                                                                |
| 2014      | Dolphin Tale 2                     | Sawyer Nelson                 | Película                                                       |